# Stiegenkirche

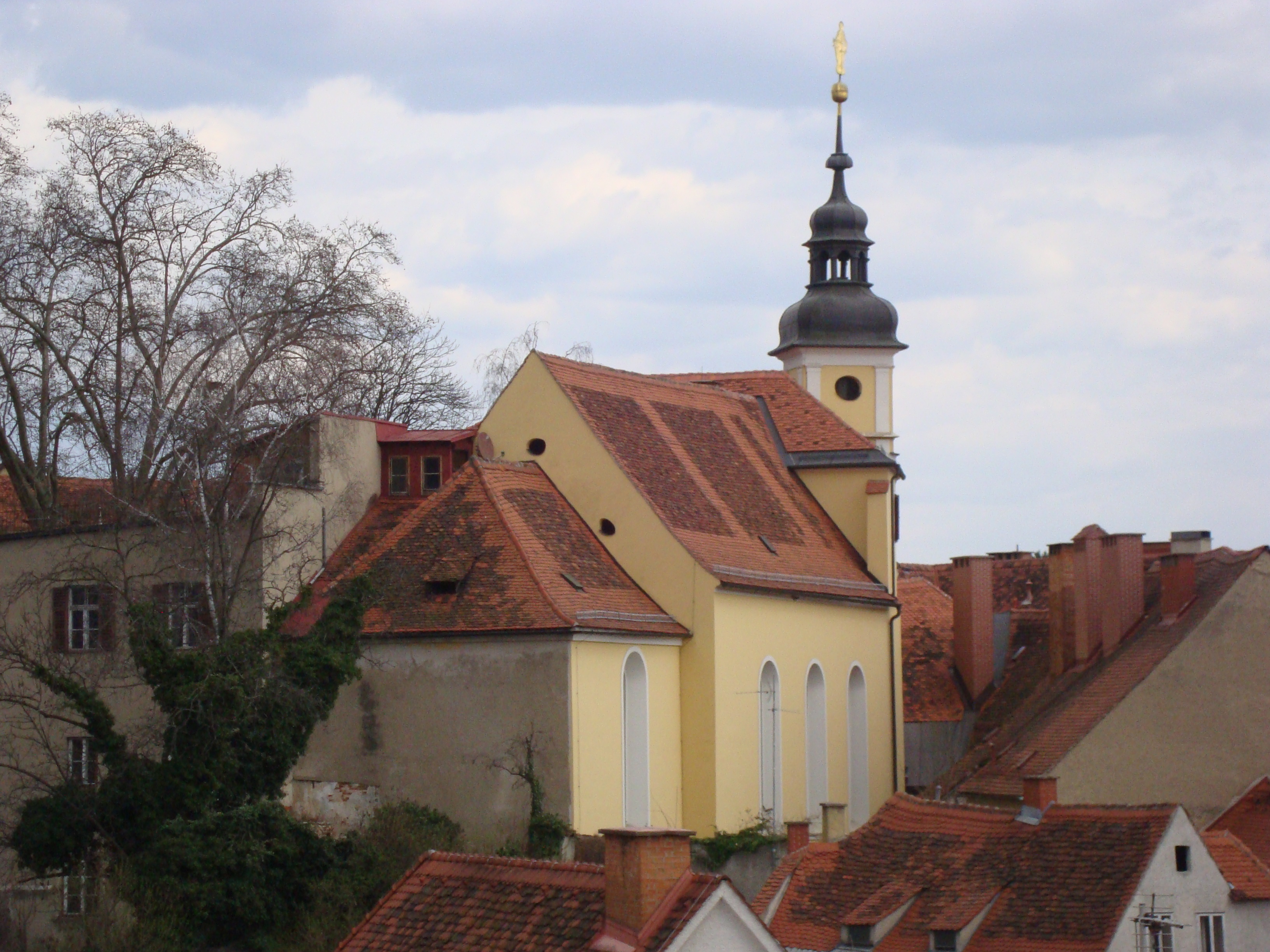
Stiegenkirche

Die Stiegenkirche ist eine römisch-katholische Kirche im ersten Grazer Stadtbezirk Innere Stadt. Sie ist durch ein charakteristisches Stiegenhaus von der Sporgasse her zu betreten, da sie hinter der Häuserzeile steht.
Sie bildet das „Rektorat an der Stiegenkirche in Graz“ der Grazer Dompfarre im Dekanat Graz-Mitte der Stadtkirche Graz.

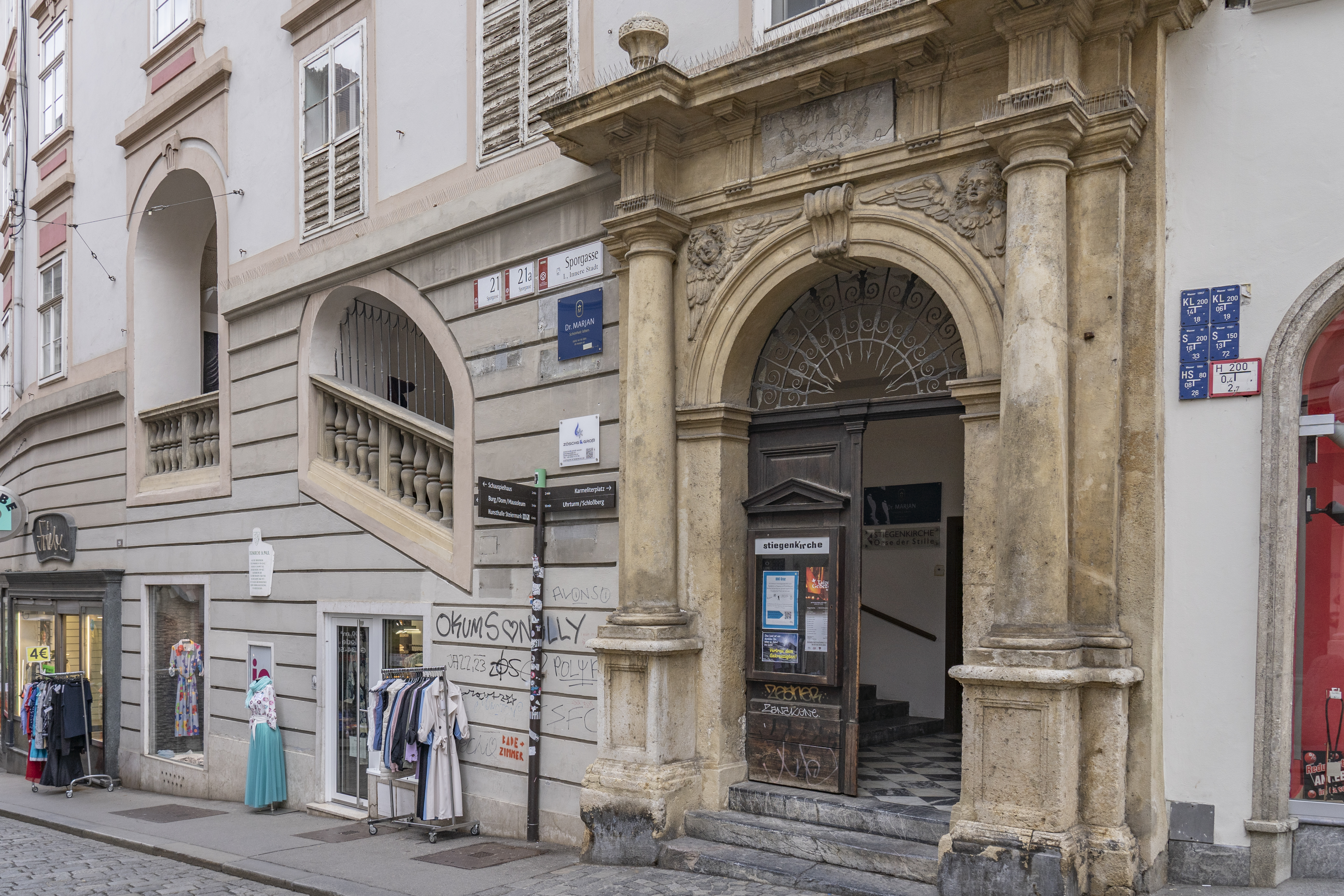
Portal der Stiegenkirche in der Sporgasse

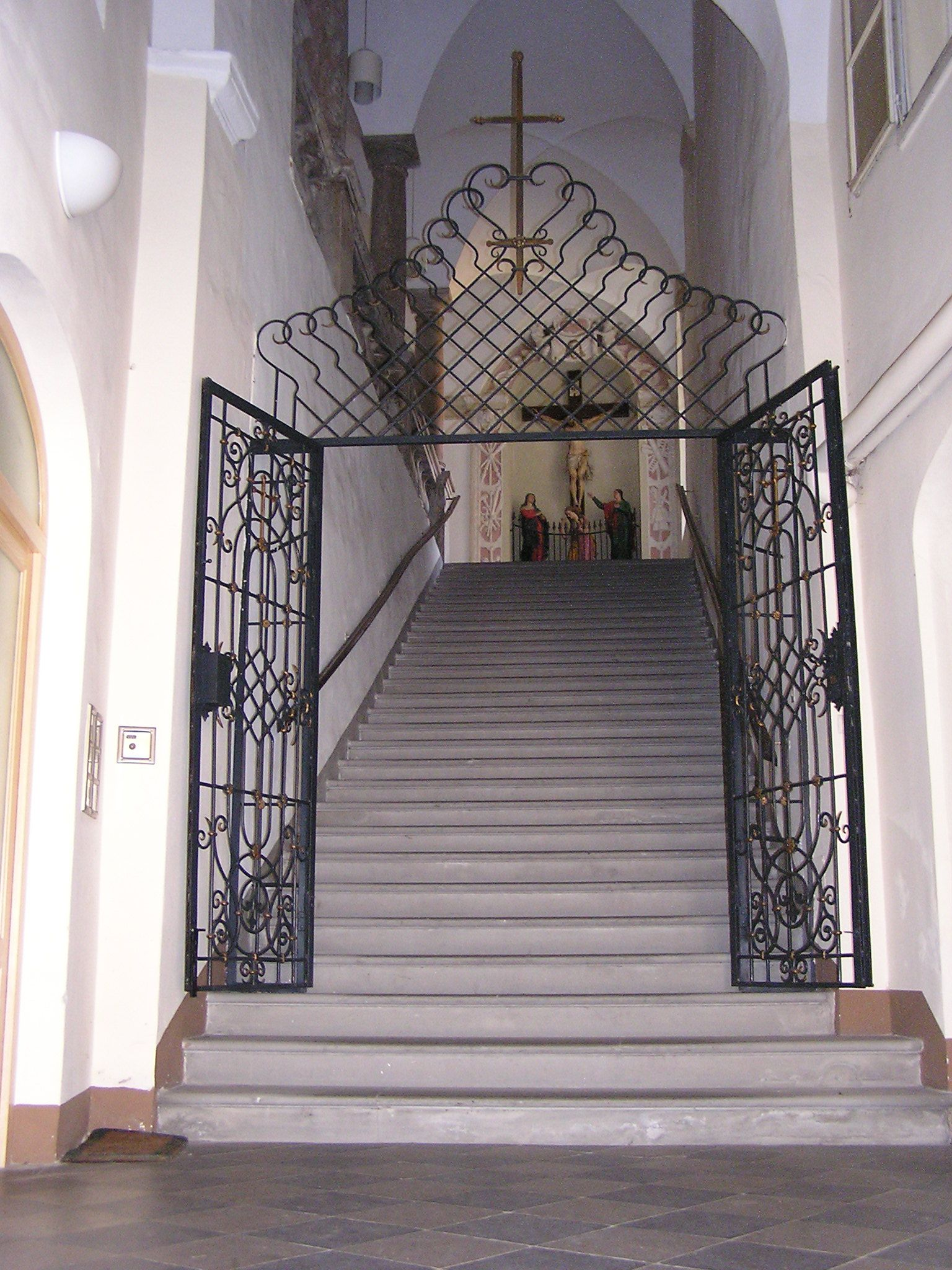
Aufgang zur Kirche

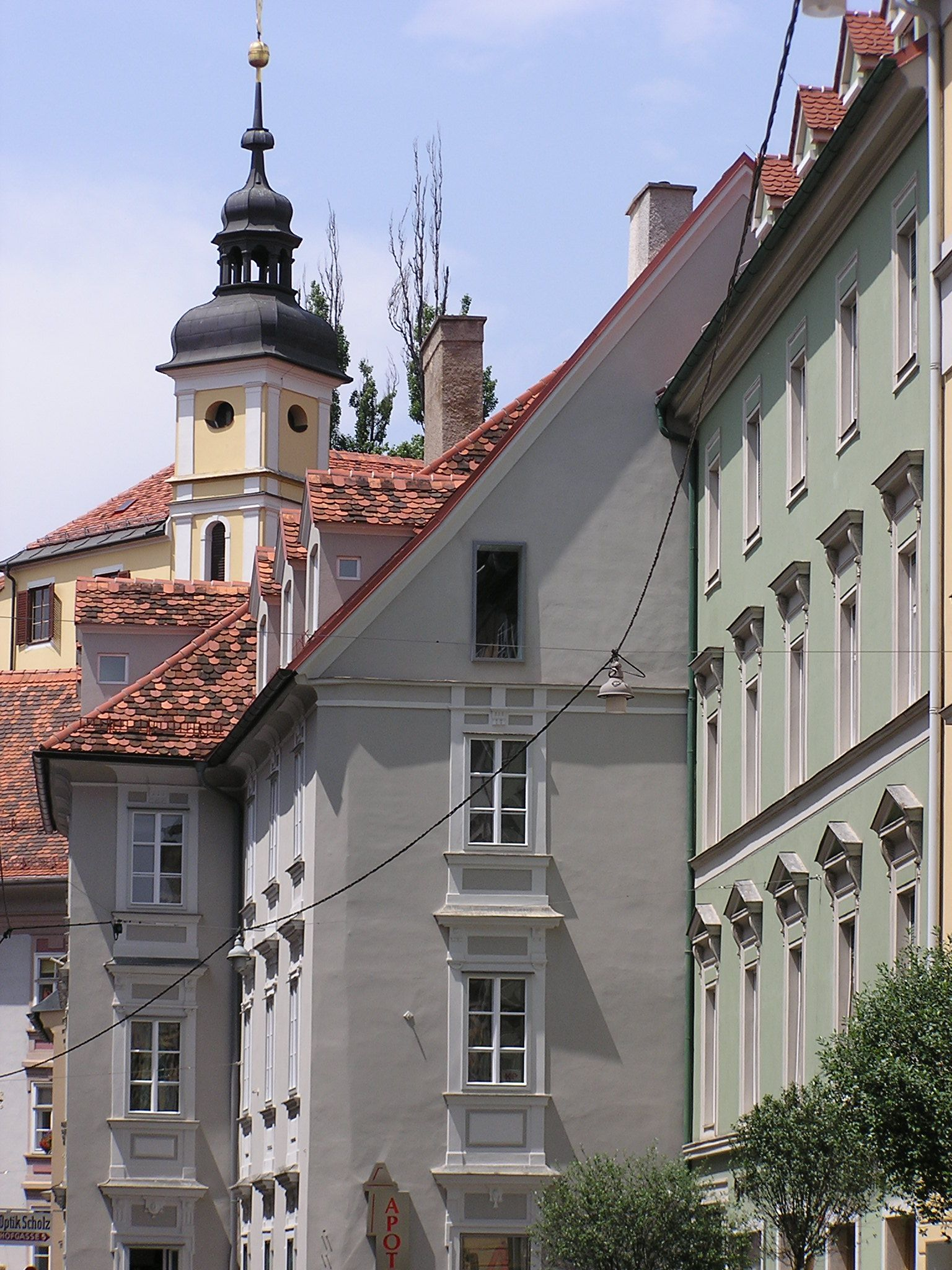
Turm, von der Hofgasse aus gesehen

## Geschichte
Die Stiegenkirche ist die älteste Grazer Pfarrkirche. Sie befindet sich im ältesten Teil von Graz, wo sich einst die „Paulsburg“ befunden hat, und wird 1343 in einer Ablassverleihung erstmals urkundlich erwähnt.
Der Name der Kirche scheint bereits 1468 als „sand Paulsstiegen“ auf. Mitte des 16. Jahrhunderts scheint die Stiegenkirche kaum noch verwendet worden zu sein und im Jahr 1554 sind in ihr auch keine Gottesdienste mehr gefeiert worden. 1588 übergab Erzherzog Karl II. die Stiegenkirche und ein Haus an seinen Kaplan und Hofkapellmeister Aurelius Mancinus von Pergola für die Unterbringung des Konvents der Augustiner-Eremiten. 
Die Augustiner-Eremiten errichteten ab 1619 über der alten Pauluskirche die neue Kirche und das Kloster, das von Archangelo Carlone erbeut und bis 1627 weitgehend fertiggestellt war. Eine Jahreszahl 1631 innen an der Kirchtür könnte den Abschluss der Bautätigkeit anzeigen. Der Neubau der Stiege durch Antonio Solari dürfte um 1636 erfolgt sein. Das Ende des Klosters der Augustiner-Eremiten brachte im Jahr 1784 die Klosteraufhebung durch Kaiser Joseph II.
Von 1886 bis 1957 war die Stiegenkirche die Kirche der Jesuiten. Im Zweiten Weltkrieg wurde die Kirche 1945 durch einen Bombentreffer beschädigt und von 1950 bis 1953 nach den Plänen des Architekten Franz Klammer wieder aufgebaut. Seit 1957 wurde ein eigenes Kirchenrektorat eingerichtet.
1962 gab es eine Renovierung der Kirche nach Plänen des Architekten Kurt Weber-Mzell. Anlässlich des österreichischen Katholikentages wurde der Innenraum durch die diözesane Liturgiekommission und die Arbeitsgemeinschaft der Architekten Edda Gellner, Fritz Neuhold und Karl Raimund Lorenz neu gestaltet. Eine Sandsteinmadonna im Kirchenhof stammt vom weststeirischen Bildhauer Alfred Schlosser.

### In Privateigentum
Das Kirchengebäude wurde 2024 im Einverständnis mit dem Vatikan verkauft. Neuer Eigentümer der Kirche ist die Familie Goëss-Saurau (Besitzer des benachbarten Palais Saurau), die die Kirche renovieren möchte. Der Denkmalschutz blieb bestehen, auch die weitere Nutzung für Gottesdienste wurde vereinbart.